# Bazinul Olimpic de înot din Bacău

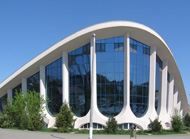
Bazinul olimpic din Bacău

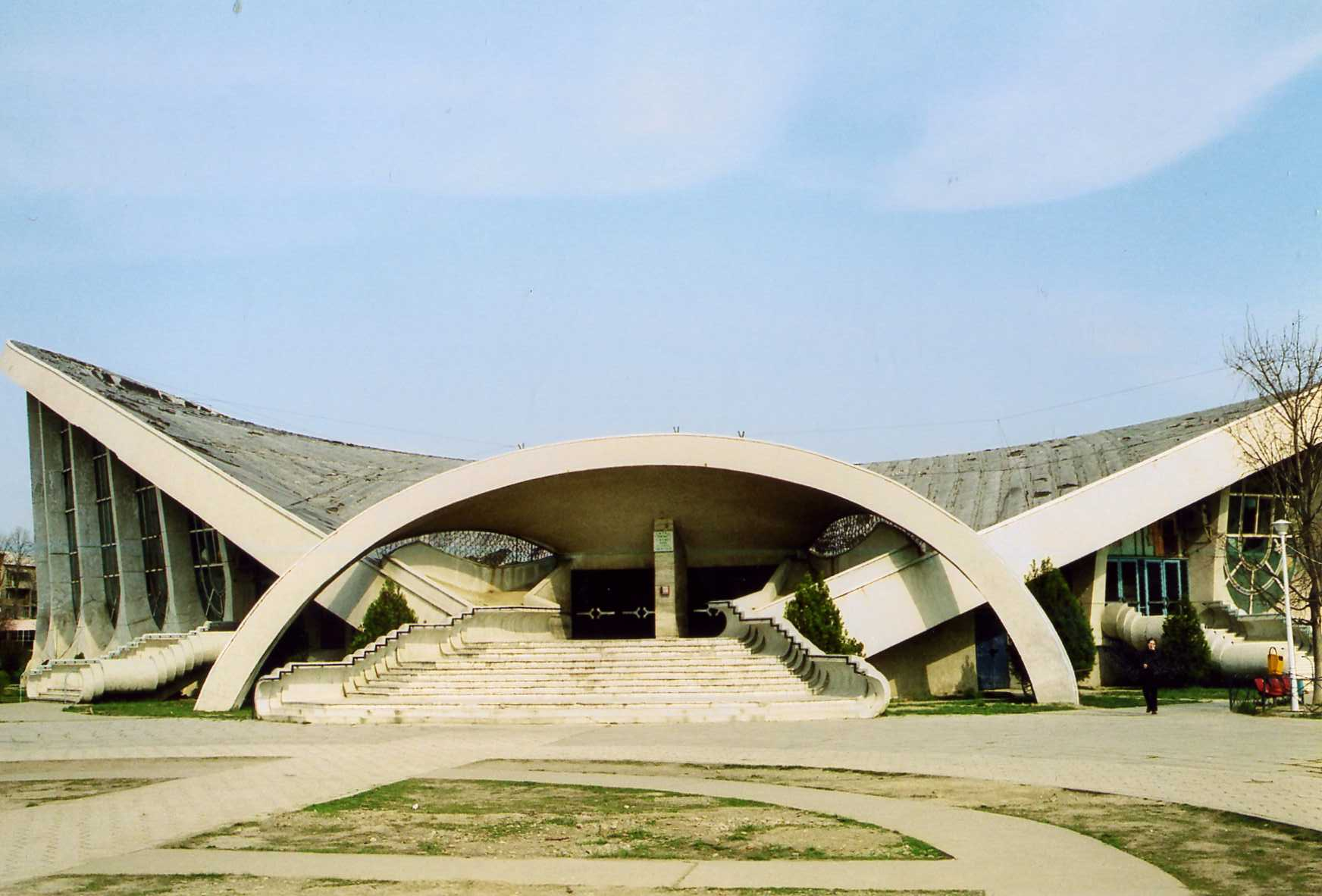
Bazinul olimpic în anul 2001

Bazinul Olimpic de înot din Bacău a fost dat în folosință în anul 1986, având o arhitectură inspirată după patinoarul "Saddledome", din Calgary (Canada). Structura de rezistență a acoperișului - de forma unei șei (paraboloid hiperbolic) - este reprezentată de cabluri de oțel (similar copertinei stadionului din München)
Între aprilie 2004 și mai 2008 s-a procedat la renovarea acestuia - ținându-se cont de recomandările Federației Internaționale de Natație. Geamurile au fost înlocuite de tâmplărie PVC, iar faianța cuvei bazinului cu liner (mai rezistent și mai ușor de întreținut). Lucrarile de modernizare a infrastructurii bazinului au fost realizate după modelul bazinului din Sydney, Australia.
Caracteristici:
- Lungime 50 m, lățime 25 m, nr. culoare 8, adâncime variabilă între 2,2 - 2,5 metri - de la capete spre mijloc
- Inconveniente:

- Lipsa unei centrale proprii (încălzirea depinde de CET Bacău), fapt care duce uneori la absența apei calde (nu este asigurată continuitatea condițiilor de agrement pe timp de vară - când sursa termică intră în reparații capitale timp de o lună, precum și în timpul întreruperilor accidentale). Totuși, există un proiect aprobat de Consiliul Local Bacău - de dotare cu o centrală proprie.

Baza sportivă are și un bazin acoperit destinat săriturilor adânc de 4,5 metri și dotat cu patru platforme situate la niveluri diferite.
Acesta este alături de cele din București și Sibiu printre singurele 3 bazine din țară de același fel .